# Violetta (tv-serie)
 For alternative betydninger, se Violetta. (Se også artikler, som begynder med Violetta)
Violetta er en argentinsk dramaserie udviklet af den latinamerikanske Disney Channel; serien vises på Disney Channel i hele verden. Serien debuterede i Latinamerika og Italien den 14. maj 2012. Violetta blev vist i Danmark hver mandag, onsdag og fredag i den periode, programmet kørte. I Danmark startede programmet med sæson 1, mandag den 14. oktober 2013 på Disney Channel, og sæsonen sluttede den fredag den 6. juni 2014.

## Synopsis
Violetta handler om en musikalsk talentfuld teenager (spillet af den argentinske skuespillerinde Martina Stoessel), der vender tilbage til sin fødeby Buenos Aires i Argentina med sin far Germán Castillo (spillet af Diego Ramos), efter at have boet flere år i Europa. Hun prøver at finde sin vej i livet samtidig med, at hun skal takle alle problemerne med at blive voksen, som for eksempel hendes kærlighed til Leon (spillet af Jorge Blanco). De kan skændes, men kærligheden mellem dem finder altid sin vej.

## Premiere i Danmark
Violetta sæson 2 havde Danmarkspremiere i en del af Nordisk Films biografer fra d. 20-21 september og ekstra visninger fra d. 27-28 september, hvor man kunne se de to første episoder af den nye sæson. Violetta sæson 2 blev sendt på DisneChannel fra mandag d.13. oktober 2014 og sæsonen sluttede den 29. maj 2015
Violetta sæson 3 havde ligesom sæson 2 danmarkspremiere i en del af Nordisk films biografer fra 28-19 september, hvor man kunne se det første afsnit af den nye sæson. Violetta sæson 3 blev sendt på Disney Channel fra mandag d. 12. oktober 2015 til fredag d. 10 juni 2016.

## Handling

### Sæson 1
Violetta handler om teenageren Violetta, der efter at have boet i Europa i mange år vender tilbage til sin fødeby Buenos Aires, hvor hun finder venskab, kærlighed, musik og alle kvalerne ved at blive voksen. Da hun er kommet til Buenos Aires, begynder hun, uden at hendes overbeskyttende far German ved det, at tage timer på Studio 21, et enestående og meget anerkendt akademi for musik, dans og teater.
Hun møder også Angie, hendes nye privatlærer og moster (selvom Violetta ikke ved, at Angie er hendes moster), som hjælper hende til at opdage, hvem hun er, og nøjagtig hvilken vej hun skal gå. Men Violetta oplever også problemer med kærligheden, da hendes hjerte er delt mellem to mulige bejlere – Tomás og León.
Rock bones er gæste band i sæsonen.

### Sæson 2
Sæson 2 begynder efter sommerferien, hvor Violetta og hendes venner bliver kontaktet af Antonio, som vil have dem med til et diskoparty. I lufthavnen kan Violetta endelig omfavne sin gode veninde Francesca, men i forvirringen bliver Francescas kuffert byttet om med en, der tilhører Diego, som lige er kommet til byen. Det lykkes ikke Ludmila at genvinde Natas venskab, selv om Ludmila hævder, at hun har ændret sig, er hun stadig den samme selvoptagede person som altid. Jade og Matias er gået fallit og må nøjes med at bo på et beskedent pensionat, alt imens de prøver at udtænke en plan, som vil få Germán til at tage dem til nåde igen. Der er også sket ændringer på studiet, da det har skriftet navn til "Studio On Beat", og Antonios niece Jackie er blevet danselærer, sammen med Gregorio.
Diego har hele sit liv, ledt efter sin far. Men da han finder ud af at det er Gregorio, bliver han sur og tror ikke på ham. Heldigvis hjælper Violetta, og Diego og Gregorio bliver gode venner/ far og søn.
I sæsonen ser man en mere selvsikker og stærk Violetta, der udlever sin drøm og passion for musik. Hendes far er blevet mere tolerant, men beskytter hende stadig.
Rock bones og Bridgit Mendler er gæste sanger i sæsonen.

### Sæson 3
Da deres triumftog af en verdensturné med YouMix lakker mod enden, forlader eleverne Europa med kurs mod Buenos Aires, hvor deres sidste skoleår venter dem. Med deres drømme og ambitioner intakte, venter der eleverne nye udfordringer og forhindringer. Følg Violetta i hendes nye eventyr med både gamle og nye venner, mens andre forsøger at føre deres drømme ud i livet fjernt fra The Studio.
Rock bones og R5 er gæste bands i sæsonen.

## Karakterer
Violetta Castillo: (Spillet af Martina Stoessel) Violetta er en kvik og livlig pige. Hun har en fantastisk sangstemme, som hun har arvet fra sin mor; men det ved hun ikke endnu. Fra sin overbeskyttende far har hun arvet glæden ved at læse og sin gode begavelse. Violetta er spontan og ægte; hun vil bare gerne finde sin plads i livet. Hun kæmper for sine drømme, og inspirerer hendes medmennesker.
Da Violetta og hendes far kommer tilbage til Buenos Aires efter at have boet mange år i udlandet, begynder hun at tage klavertimer på Studio 21, en meget anset musik- og teaterskole. Dér opdager hun en helt ny verden, der hjælper hende til at finde sin vej – og opdage sin families historie.
Germán Castillo: (Spillet af Diego Ramos) Germán er Violettas far. Han er en fremragende ingeniør, der ejer et internationalt entreprenørfirma. Han er meget streng og nærmest overbeskyttende over for Violetta. Lige siden hans kone døde, har han søgt at skærme sin datter mod alt og alle, fordi han været bange får, at der kunne ske det samme for sin datter, som der gjorde får hans kone. Men bag hans strenge ydre banker et varmt hjerte.
Germán har en kæreste, Jade, som han mener kan have en god indflydelse på hans datter. Men da han møder Angie, Violettas nye huslærer, bliver der vendt op og ned på hans verden.
Ángeles "Angie" Carrará: (Spillet af Clara Alonso) Angie er munter, karismatisk og kunstnerisk; hun elsker sjov og lader sig ikke binde af konventioner. Hun er Germáns afdøde hustrus søster, men Violetta ved endnu ikke, at Angie er hendes moster. Efter søsterens død prøvede Angie flere gange at kontakte sin niece, men uden held. Det er derfor, at Angie – da Violetta vender tilbage til Buenos Aires – lader sig ansætte som Violettas nye huslærer, så hun kan komme tæt på hende.
Angie er også sanglærer, og hun beslutter sig for hjælpe Violetta i dennes bestræbelser på at finde sit kald på Studio 21 – uden at sige noget til Germán…
Tomás Heredia: (Spillet af Pablo Espinosa) Tomás er flot, selvsikker og nogle gange lidt fjern. Han synger og spiller guitar, mens han prøver på at finde sig selv som artist. Det er kun takket være et legat, at han kan gå på Studio 21. Han er født i Spanien, men flyttede til Buenos Aires med sin mor, så de kunne tage sig af hans bedstemor.
På trods af Germáns forsøg på at holde bejlere så langt væk fra Violetta som muligt, møder Tomás hende, og de bliver forelskede. Men han er ikke den eneste, der stræber efter hendes kærlighed…
León Verdas: (Spillet af Jorge Blanco) León kommer fra en rig mexicansk familie. Han studerer på Studio 21 og drømmer om at blive artist. Han kan forekomme temmelig arrogant og lidt forfængelig, men han har et godt hjerte, som kommer især i sæson 2 & 3. Hans kæreste, Ludmila, får imidlertid det værste frem i ham, og når de to er sammen, opfører han sig som en rigtig skurk.
Da han opdager, at Ludmila er blevet varm på Tomás, planlægger han at forføre Violetta som hævn. Men hans ekstra tid sammen med Violetta påvirker ham på en måde, som han aldrig havde forestillet sig…
Jade LaFontaine: (Spillet af Florencia Benítez) Jade er Germáns kæreste. Hun er en ret overfladisk kvinde, jaloux, selvisk og manipulerende. På en vis måde er hendes uberettigede selvtilfredshed ganske morsom, og selv om hun på en måde er skurken, kan hun også være helt sympatisk. Den virkelige skurk bag hende er hendes bror Matias… De kommer fra en gammel, rig familie, og Jade har aldrig været nødt til at arbejde for at have penge. Men da hun mister sin formue, indser hun, at den eneste måde, hun kan opretholde sin nuværende levestandard på, er ved at gifte sig med Germán. Jade lader, som om hun er meget glad for Violetta, men konkurrerer hæmningsløst med hende – og alle andre – om Germáns kærlighed...
Matias LaFontaine: (Spillet af Joaquín Berthold) Matias er Jades bror og hjernen bag Jade, det er ham der efter at deres fars firma er gået konkurs planlægger, at Jade skal gifte sig med Germán for at stjæle hans penge. Matias er manipulenede og selvisk, men han elsker Jade meget højt og vil gøre alt for hende.
Ludmila Ferro: (Spillet af Mercedes Lambre) Ludmila er Leóns kæreste og kommer fra en overklassefamilie. Hun er ekstremt optaget af sit udseende og mener selv at være den sejeste pige på Studio 21. Men selv om hun ser strålende ud, er hun også manipulerende, arrogant, forkælet og løgnagtig. Meget uventet bliver hun varm på Tomás, selv om de intet har til fælles. Men hans hjerte tilhører Violetta, hvilket gør Ludmila jaloux og som besat.
I slutningen af sæson 3, kommer den sande side frem af Ludmila, men gad vide hvad der har gjort, at Ludmila aldrig turde at være sig selv?
Francesca Caviglia: (Spillet af Lodovica Comello) Francesca er født i Italien. Hun er en begavet og sød pige, der er særdeles klar over, hvor hårdt hendes familie arbejder for at betale for hendes undervisning på Studio 21. Hendes bror, Luca, driver familievirksomheden, Restó Bar. Hun er forelsket i Tomás, men han betragter hende kun som en ven. Til at begynde med er hun jaloux på Violetta, men måske kan de alligevel ende med at blive venner? Francescas bedste venner på Studio 21 er Maxi og Camila.
Camila Torres: (Spillet af Candelaria Molfese) Camila er sjov, ligefrem og moralsk. Der er ikke den ting, hun ikke vil gøre for at forsvare sine venner – og sin overbevisning. Hendes nærmeste venner er Maxi og Francesca, og hun drømmer om engang at blive en anerkendt sanger. Hun er meget talentfuld, men ved, at hun stadig har meget at lære og skulle igennem på Studio 21.
Maximiliano "Maxi" Ponte: (Spillet af Facundo Gambandé) Maxi er den bedste danser på Studio 21, og han kan allerbedst lide street dance. Han er morsom, kreativ, vittig og lidenskabeligt optaget af musik. Han spiller keyboard og synthesizer og drømmer om engang at indspille en plade. Hans bedste ven er Camila; de har samme smag inden for musik og er lige trætte af Ludmila, León og resten af den seje klike. Han er romantiker og bliver tit forelsket, men har ikke så meget held med damerne…
Natalia "Naty" Vidal: (Spillet af Alba Rico Navarro) Naty er Ludmilas højre hånd; nogle gange skulle man tro, at hun var hendes kæledyr. Hun er god til at synge og danse, men Ludmila tillader ikke, at Naty udnytter sine evner. Naty er køn, men ikke blændende smuk; hun er et selverklæret modeoffer, som ser ned på resten af sine klassekammerater. Inderst inde er hun usikker og tror, at den eneste måde at få succes på er ved at hænge ud med skolens seje klike. Hun holder sig tæt på Ludmila, da hun tror, at Ludmila vil være hendes billet til at blive stjerne.
Diego Hernández: (Spillet af Diego Domínguez) Diego kommer fra Spanien. Han er en fantastisk sanger og en fremragende danser ... og så hungrer han efter at erobre verden. Vi møder først Diego i episode 1 sæson 2, hvor han ved en fejl tager Francesca's kuffert i lufthavnen. Senere søger han optagelse i studiet, hvor han bliver forelsket i Violetta og prøver at vinde hendes kærlighed. Violetta og Diego bliver efterhånden som sæsonen går kærester, men det viser sig at Diego er venner med Ludmilla og hjælper hende med at få Violetta til at forlade studiet. I slutningen af sæsonen finder vi også ud af at Gregorio er Diego's far.

## Afsnit

### Serieoversigt
| Sæson | Sæson | Afsnit | Oprindelig sendt i Argentina | Oprindelig sendt i Argentina | Oprindelig sendt i Danmark | Oprindelig sendt i Danmark |
| Sæson | Sæson | Afsnit | Først sendt                  | Sidst sendt                  | Først sendt                | Sidst sendt                |
| ----- | ----- | ------ | ---------------------------- | ---------------------------- | -------------------------- | -------------------------- |
|       | 1     | 80     | 14. maj 2012                 | 26. oktober 2012             | 14. oktober 2013           | 6. juni 2014               |
|       | 2     | 80     | 29. april 2013               | 11. oktober 2013             | 13. oktober 2014           | 29. maj 2015               |
|       | 3     | 80     | 28. juli 2014                | 6. februar 2015              | 12. oktober 2015           | 20 maj 2016                |

## Medvirkende
| Karakterer                | Skuespiller / Dansk stemme                                     | Skuespiller / Dansk stemme                                     | Skuespiller / Dansk stemme                                     |
| Karakterer                | Sæson 1 (2012)                                                 | Sæson 2 (2013)                                                 | Sæson 3 (2014)                                                 |
| ------------------------- | -------------------------------------------------------------- | -------------------------------------------------------------- | -------------------------------------------------------------- |
| Germán Castillo           | Diego Ramos (Dansk dub: Kasper Leisner)                        | Diego Ramos (Dansk dub: Kasper Leisner)                        | Diego Ramos (Dansk dub: Kasper Leisner)                        |
| Violetta Castillo         | Martina Stoessel (Dansk dub: Marie Søderberg)                  | Martina Stoessel (Dansk dub: Marie Søderberg)                  | Martina Stoessel (Dansk dub: Marie Søderberg)                  |
| Tomás Heredia             | Pablo Espinosa (Dansk dub:Dainel Vognstrup Jørgensen )         |                                                                |                                                                |
| León Verdas               | Jorge Blanco (Dansk dub: Julian Thiesgaard Kellerman)          | Jorge Blanco (Dansk dub: Julian Thiesgaard Kellerman)          | Jorge Blanco (Dansk dub: Julian Thiesgaard Kellerman)          |
| Diego Hernández           |                                                                | Diego Domínguez (Dansk dub: Sigurd Holmen Le Dous)             | Diego Domínguez (Dansk dub: Sigurd Holmen Le Dous)             |
| Ludmila Ferro             | Mercedes Lambre (Dansk dub: Emma Sehested Høgh)                | Mercedes Lambre (Dansk dub: Emma Sehested Høgh)                | Mercedes Lambre (Dansk dub: Emma Sehested Høgh)                |
| Andrés                    | Nicolás Garnier (Dansk dub: Bjarke Seitzberg Sørensen)         | Nicolás Garnier (Dansk dub: Bjarke Seitzberg Sørensen)         | Nicolás Garnier (Dansk dub: Bjarke Seitzberg Sørensen)         |
| Natalia "Nata" Vidal      | Alba Rico Navarro (Dansk dub: Thea Iven Ulstrup)               | Alba Rico Navarro (Dansk dub: Thea Iven Ulstrup)               | Alba Rico Navarro (Dansk dub: Thea Iven Ulstrup)               |
| Francesca Caviglia        | Lodovica Comello (Dansk dub: Sophie Larsen & Clara Oxholm)     | Lodovica Comello (Dansk dub: Sophie Larsen & Clara Oxholm)     | Lodovica Comello (Dansk dub: Sophie Larsen & Clara Oxholm)     |
| Camila Torres             | Candelaria Molfese (Dansk dub: Camilla Tellefsen og Tara Toya) | Candelaria Molfese (Dansk dub: Camilla Tellefsen og Tara Toya) | Candelaria Molfese (Dansk dub: Camilla Tellefsen og Tara Toya) |
| Maximiliano "Maxi" Ponte  | Facundo Gambandé (Dansk dub: Max-Emil Nissen)                  | Facundo Gambandé (Dansk dub: Max-Emil Nissen)                  | Facundo Gambandé (Dansk dub: Max-Emil Nissen)                  |
| Lucas "Luca" Caviglia     | Simone Lijoi (Dansk dub: Niclas Mortensen)                     |                                                                |                                                                |
| Broduey                   | Samuel Nascimento (Dansk dub: Malte Milner Find)               | Samuel Nascimento (Dansk dub: Malte Milner Find)               | Samuel Nascimento (Dansk dub: Malte Milner Find)               |
| Federico                  | Ruggero Pasquarelli (Dansk dub: Malte Milner Find)             | Ruggero Pasquarelli (Dansk dub: Malte Milner Find)             | Ruggero Pasquarelli (Dansk dub: Malte Milner Find)             |
| Braco                     | Artur Logunov (Dansk dub: Bjarke Seitzberg Sørensen)           |                                                                |                                                                |
| Napoleón                  | Rodrigo Velilla (Dansk dub: Mathias Klenske)                   |                                                                |                                                                |
| Marco Tavelli             |                                                                | Xabiani Ponce De León (Dansk dub: Allan Hyde)                  | Xabiani Ponce De León (Dansk dub: Allan Hyde)                  |
| Lara                      |                                                                | Valeria Baroni (Dansk dub: Mette Skovmark)                     |                                                                |
| Gery                      |                                                                |                                                                | Macarena Miguel (Dansk dub: Frederikke B. Kaysen)              |
| Clement                   |                                                                |                                                                | Damien Lauretta (Dansk dub: Benjamin Katzmann Hasselflug)      |
| Angeles "Angie" Carrará   | Clara Alonso (Dansk dub: Annevig Schelde Ebbe)                 | Clara Alonso (Dansk dub: Annevig Schelde Ebbe)                 | Clara Alonso (Dansk dub: Annevig Schelde Ebbe)                 |
| Jade LaFontaine           | Florencia Benítez (Dansk dub: Sara Poulsen)                    | Florencia Benítez (Dansk dub: Sara Poulsen)                    | Florencia Benítez (Dansk dub: Sara Poulsen)                    |
| Matías "Mati" LaFontaine  | Joaquín Berthold (Dansk dub: Mathias Klenske)                  | Joaquín Berthold (Dansk dub: Mathias Klenske)                  | Joaquín Berthold (Dansk dub: Mathias Klenske)                  |
| Priscilla Ferro           |                                                                |                                                                | Florencia Ortiz (Dansk dub: Anette Støvelbæk)                  |
| Olga Patricia Peña        | Mirta Wons (Dansk dub: Pauline Rehné)                          | Mirta Wons (Dansk dub: Pauline Rehné)                          | Mirta Wons (Dansk dub: Pauline Rehné)                          |
| Lisandro Ramallo          | Alfredo Allende (Dansk dub: Peter Zhelder)                     | Alfredo Allende (Dansk dub: Peter Zhelder)                     | Alfredo Allende (Dansk dub: Peter Zhelder)                     |
| Gregorio Casal            | Rodrigo Pedreira (Dansk dub: Thomas Mørk)                      | Rodrigo Pedreira (Dansk dub: Thomas Mørk)                      | Rodrigo Pedreira (Dansk dub: Thomas Mørk)                      |
| Roberto "Beto" Benvenuto  | Pablo Sultani (Dansk dub: Mads Knarreborg)                     | Pablo Sultani (Dansk dub: Mads Knarreborg)                     | Pablo Sultani (Dansk dub: Mads Knarreborg)                     |
| Pablo Galindo             | Ezequiel Rodríguez (Dansk dub: Jens Sætter-Lassen)             | Ezequiel Rodríguez (Dansk dub: Jens Sætter-Lassen)             | Ezequiel Rodríguez (Dansk dub: Jens Sætter-Lassen)             |
| Esmeralda Di Pietro       |                                                                | Carla Pandolfi (Dansk dub: Karoline Munksnæs)                  |                                                                |
| Jacqueline "Jackie" Saenz |                                                                | Valentina Frione (Dansk dub: Karoline Munksnæs)                |                                                                |
| Miltón                    |                                                                |                                                                | Rodrigo Frampton (Dansk dub: Jon Lange                         |
| Marotti                   | Diego Alcala (Dansk dub: Sonny Lahey)                          | Diego Alcala (Dansk dub: Sonny Lahey)                          | Diego Alcala (Dansk dub: Sonny Lahey)                          |
| Antonio Fernández         | Alberto Fernández de Rosa (Dansk dub: Torbjørn Hummel)         | Alberto Fernández de Rosa (Dansk dub: Torbjørn Hummel)         | Alberto Fernández de Rosa (Dansk dub: Torbjørn Hummel)         |

### Danske stemmer
Violetta - Marie Søderberg
Francesca - Sophie Larsen (sæson 1) og Clara Oxholm (sæson 2 og 3)
Camila - Camilla Tellefsen (sæson 1) og Tara Toya (sæson 2 og 3)
German - Kasper Leisner
Ramallo - Peter Zhelder
Olga - Pauline Rehné
Leon - Julian Thiesgaard Kellerman
Tomàs - Daniel Vognstrup Jørgensen
Diego - Sigurd Holmen Le Dous
Ludmilla - Emma Sehested Høgh
Jade - Sara Ekander Poulsen
Mathias - Mathias Klenske
Andres - Bjarke Seitzberg Sørensen
Braco - Bjarke Seitzberg Sørensen
Maxi - Max-Emil Nissen
Pablo - Jens Sætter-Lassen
Angie - Annevig Schelde Ebbe
Luca - Niclas Mortensen
Rafa Palmer - Niclas Mortensen
Natalia (Nata) - Thea Iven Ulstrup
Broadway - Malte Milner Find
Federico - Malte Milner Find
Marotti - Sonny Lahey
Marco - Allan Hyde
Beto - Mads Knarreborg
Gregorio - Thomas Mørk
Antonio - Torbjørn Hummel
Priscilla - Anette Støvelbæk
Lara - Mette Skovmark
Esmeralda - Karoline Munksnæs
Jaqueline - Karoline Munksnæs
Nicolas - Henrik Koefoed
Gery - Frederikke B. Kaysen
Clement - Benjamin Katzmann Hasselflug
Milton - Jon Lange
Rock Bones:
Seba - Allan Hyde
Mateo - Malte Milner Find
Peter - Julian Thiesgaard Kellerman

## Violetta The Scoop
The Scoop er et program, der vises hver lørdag i den periode, "Violetta" kører på Disney Channel. Programmet følger op på alt, hvad der er sket i "Violetta" i løbet af ugen, samtidig med at man får mere at vide om karaktererne og skuespillerne fra serien.
"The Scoop" vises i Danmark, Norge og Sverige, og programmet har 3 værter: én fra hvert land. Clara Rugaard fra Danmark, Linniéa Källström fra Sverige og Celine fra Norge.
Det er Clara Rugaard-Larsen, der synger den danske titelsang til tv-serien "Violetta". Sangen hedder på dansk "Verden ligger åben nu". Den engelske version hedder "In my own World".